# Rhododendron duclouxii
Rhododendron duclouxii är en ljungväxtart som beskrevs av Leveille. Rhododendron duclouxii ingår i släktet rododendron, och familjen ljungväxter. Inga underarter finns listade i Catalogue of Life.

## Bildgalleri

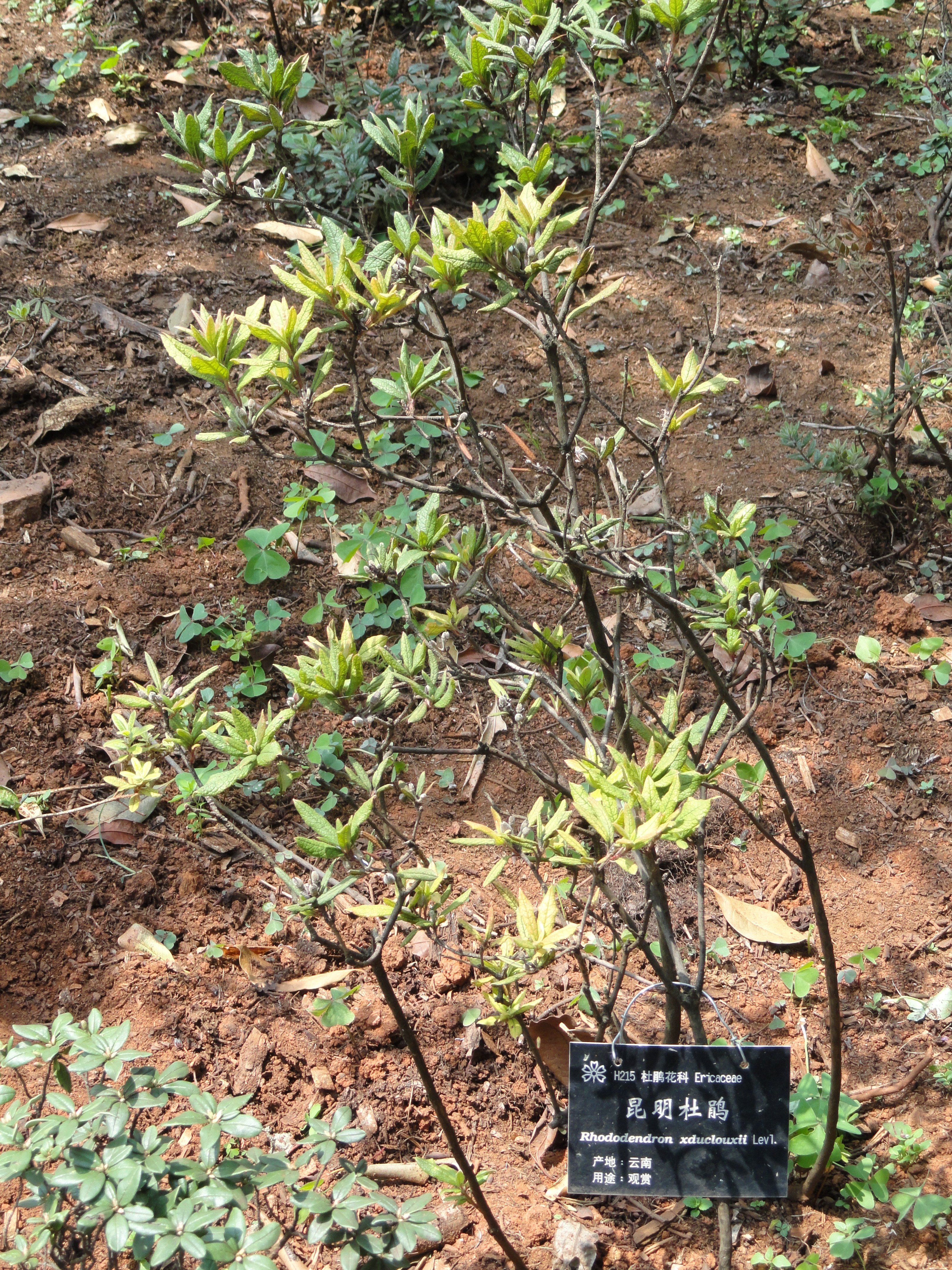
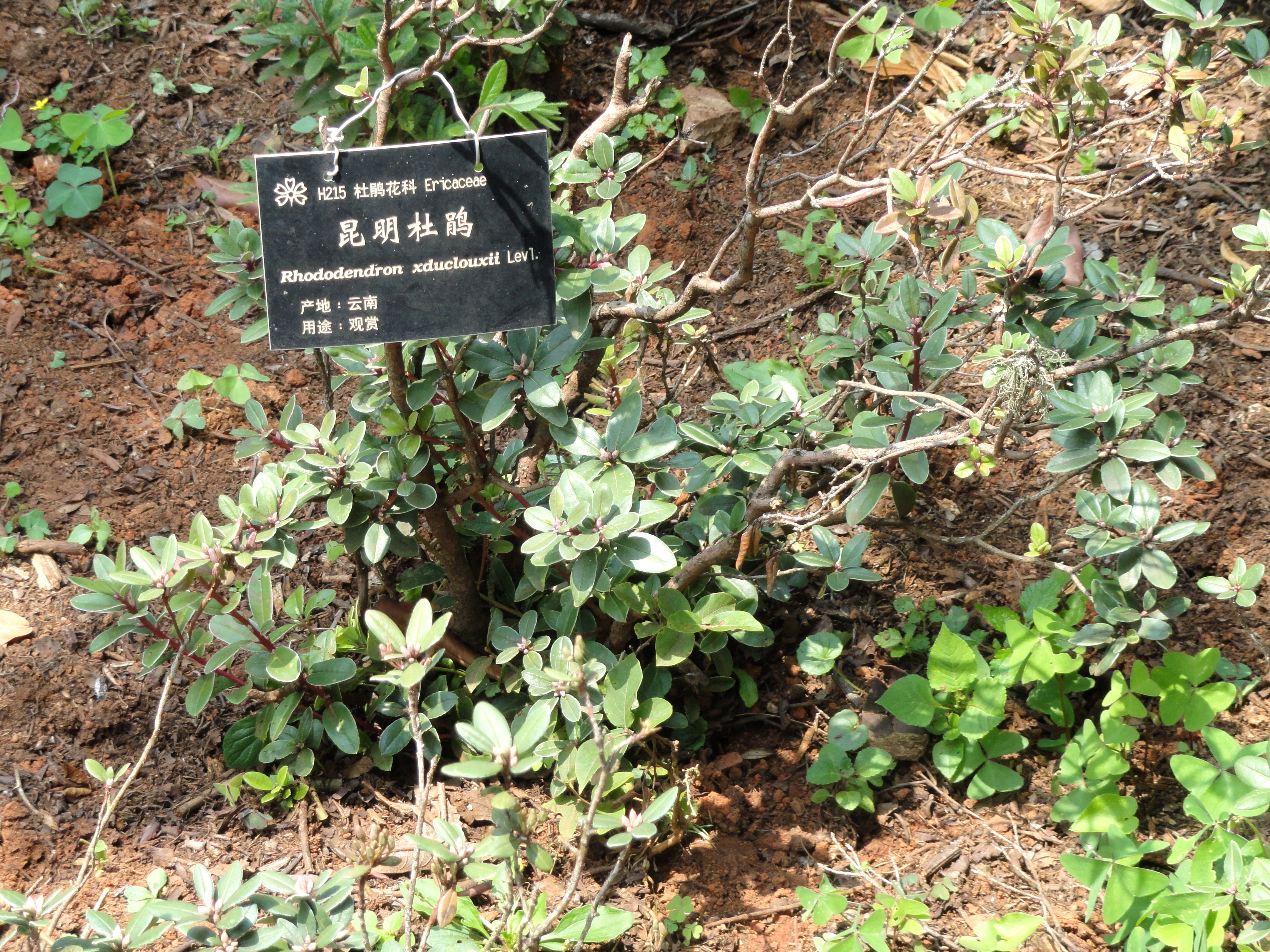